# Курт Рааб
Курт Рааб (нім. Kurt Raab; *20 липня 1941, Берґрайхенштайн — †28 червня 1988, Гамбург) — німецький актор, найбільш відомий за ролями у фільмах Райнера Вернера Фассбіндера.

## Біографія
Курт Рааб народився 20 липня 1941 у Берґрайхенштайні (нині — Кашперське Гори, що на території сучасної Чехії). Ще під час навчання у вищій школі у місті Страубінґ познайомився з майбутнім співзасновником «Акціон-театру» й автором пісень для фільмів режисера Райнера Вернера Фассбіндера Вільгельмом Рабенбауером (найбільш відомим під псевдонімом Пеер Рабен). Після цього вони разом вирушили до Мюнхена, де актор зіграв свою першу роль — у постановці Рабена «Антігона». В цей час Рааб знайомиться зі співзасновником «Антитеатру», актором та режисером Фассбіндером та бере участь у зйомках кінострічок режисера. Став відомим завдяки ролям у численних телевізійних та художніх фільмах початку 1970-х, режисером яких є Райнер Вернер Фассбіндер. Дебютним фільмом актора стала стрічка Фассбіндера «Любов холодніша за смерть» (нім. «Liebe ist kälter als der Tod») (1969). Після цього знявся в багатьох інших кінострічках режисера, серед яких «Чому збожеволів пан Р.?» (нім. «Warum läuft Herr R. Amok?»), «Американський солдат» (нім. «Der Amerikanische Soldat»), «Обережно, свята повія» («Warnung vor einer heiligen Nutte»), «Продавець чотирьох пір року» («Der Händler der vier Jahreszeiten») тощо. Крім акторської діяльності, Курт Рааб працював також як художник-постановник, асистент режисера, режисер і автор сценаріїв. Останньою кінострічкою Фассбіндера, у якій знявся Курт Рааб, є «Больвізер» (нім. «Bolwieser») (1976-1977) — екранізація однойменної новели Оскара Марії Ґрафа, у ній актор зіграв головну роль — управляючого залізничною станцією Ксавера Больвізера. Починаючи з 1977 працював у театрах Мюнхена та Гамбурга, також знявся у багатьох художніх та телевізійних фільмах. Незадовго до своєї смерті займався просвітницькою діяльністю стосовно ВІЛ/СНІДу у Німеччині. Помер 28 червня 1988 від захворювань, пов'язаних зі СНІДом.

## Цікаві факти
- Актор був геєм.
- У 1989 вийшов фільм, знятий режисером Ханно Баетом, «Туга за Содомом» (нім. Sehnsucht Nach Sodom), де показано останні дні життя Курта Рааба, які він провів у госпіталі Гамбурга, будучи повністю прикутим до ліжка. Під час перегляду кадрів з актором видно, що він хворів на саркому Капоші. У своїй розповіді, що також є частиною кінострічки, Курт Рааб підтверджує це.

## Фільми та серіали
| Рік  | Фільм | Примітки                                |
| ---- | --- | --------------------------------------- |
| 1969 | Liebe ist kälter als der Tod (Любов холодніша за смерть)                                                  |                                         |
| 1969 | Die Revolte                                                                                               | Телевізійний фільм                      |
| 1970 | Mathias Kneissl                                                                                           |                                         |
| 1970 | Götter der Pest (Боги чуми)                                                                               |                                         |
| 1970 | Das Kaffeehaus (Кав'ярня)                                                                                 | Телевізійний фільм                      |
| 1970 | Warum läuft Herr R. Amok? (Чому збожеволів пан Р.?)                                                       |                                         |
| 1970 | Der amerikanische Soldat (Американський солдат)                                                           |                                         |
| 1970 | Die Niklashauser Fart (Подорож Ніклашаузена)                                                              | Телевізійний фільм                      |
| 1970 | Weg vom Fenster (Втеча з Фенстеру)                                                                        | Телевізійний фільм                      |
| 1971 | Rio das Mortes (Ріо дас Мортес)                                                                           | Телевізійний фільм                      |
| 1971 | Whity |                                         |
| 1971 | Warnung vor einer heiligen Nutte (Обережно — свята повія)                                                 |                                         |
| 1971 | Händler der vier Jahreszeiten (Продавець чотирьох пір року)                                               |                                         |
| 1971 | Die Ahnfrau — Oratorium nach Franz Grillparzer                                                            | Телевізійний фільм                      |
| 1972 | Cartoon                                                                                                   | Телесеріал                              |
| 1972 | Bremer Freiheit: Frau Geesche Gottfried — Ein bürgerliches Trauerspiel (Бременська кава)                  | Телевізійний фільм                      |
| 1972 | Acht Stunden sind kein Tag (Вісім годин — не день)                                                        | Мінісеріал, знімався протягом 1972—1973 |
| 1973 | Wildwechsel (Заманювання до в'язниці)                                                                     | Телевізійний фільм                      |
| 1973 | Die Zärtlichkeit der Wölfe (Ніжність вовків)                                                              |                                         |
| 1973 | Welt am Draht (Світ на дроті)                                                                             | Телевізійний фільм                      |
| 1974 | Münchner Geschichten                                                                                      | Телесеріал                              |
| 1974 | Der Verfolger                                                                                             | Телевізійний фільм                      |
| 1974 | Angst essen Seele auf (Страх з'їдає душу)                                                                 |                                         |
| 1974 | Die Verrohung des Franz Blum (Франц Блум стає жорстоким)                                                  |                                         |
| 1974 | Martha | Телевізійний фільм                      |
| 1974 | Fontane — Effi Briest                                                                                     |                                         |
| 1975 | Wie ein Vogel auf dem Draht (Як пташка на дроті)                                                          | Короткометражний телевізійний фільм     |
| 1975 | Faustrecht der Freiheit (Лис та його друзі)                                                               |                                         |
| 1975 | Mutter Küsters' Fahrt zum Himmel (Подорож матінки Кюстерс до небес)                                       |                                         |
| 1975 | Angst vor der Angst (Страх страху)                                                                        | Телевізійний фільм                      |
| 1976 | Die Atlantikschwimmer                                                                                     |                                         |
| 1976 | Satansbraten (Напій диявола)                                                                              |                                         |
| 1977 | Eierdiebe (Дрібні злодії)                                                                                 |                                         |
| 1977 | Adolf und Marlene (Адольф та Марлен)                                                                      |                                         |
| 1977 | Gruppenbild mit Dame (Груповий портрет з жінкою)                                                          |                                         |
| 1977 | Bolwieser                                                                                                 | Телевізійний фільм                      |
| 1977 | Nur ein kleines bißchen Liebe                                                                             | Короткометражний фільм                  |
| 1977 | Belcanto oder Darf eine Nutte schluchzen?                                                                 |                                         |
| 1978 | Leidenschaftliche Blümchen (Дівчата з середньої школи)                                                    |                                         |
| 1979 | Der Sturz (Падіння)                                                                                       |                                         |
| 1979 | Der ganz normale Wahnsinn                                                                                 | Телесеріал                              |
| 1979 | Victor | Телевізійний фільм                      |
| 1979 | Der Durchdreher                                                                                           |                                         |
| 1979 | Die Buddenbrooks                                                                                          | Телевізійний мінісеріал                 |
| 1979 | Bildnis einer Trinkerin. Aller jamais retour (Квиток в один кінець)                                       |                                         |
| 1980 | Unter Verschluß (Між замком та ключем)                                                                    | Телевізійний фільм                      |
| 1980 | Warum die UFOs unseren Salat klauen                                                                       |                                         |
| 1980 | Endstation Freiheit                                                                                       |                                         |
| 1981 | Die Fahrt nach Schlangenbad                                                                               | Телевізійний фільм                      |
| 1981 | Der glücklose Mann                                                                                        | Телевізійний фільм                      |
| 1981 | Sechsunddreißig Stunden                                                                                   | Телевізійний фільм                      |
| 1981 | Total vereist (Заморожений повністю)                                                                      |                                         |
| 1981 | Engel aus Eisen (Залізні янголи)                                                                          |                                         |
| 1981 | Exil | Телевізійний мінісеріал                 |
| 1981 | Wie die Weltmeister                                                                                       |                                         |
| 1981 | Heute spielen wir den Boß                                                                                 |                                         |
| 1981 | Frankfurt Kaiserstraße (Франкфурт: обличчя міста)                                                         |                                         |
| 1982 | Dr. Margarete Johnsohn                                                                                    | Телевізійний фільм                      |
| 1982 | Die Komplizen                                                                                             | Телевізійний фільм                      |
| 1982 | Feuer und Schwert — Die Legende von Tristan und Isolde (Вогонь та шпага: легенда про Трістана та Ізольду) |                                         |
| 1982 | Bekenntnisse des Hochstaplers Felix Krull                                                                 | Телевізійний мінісеріал                 |
| 1982 | Der Zauberberg (Магічна гора)                                                                             |                                         |
| 1982 | Liebeskonzil (Рада кохання)                                                                               |                                         |
| 1982 | Ich werde warten                                                                                          | Телевізійний фільм                      |
| 1982 | Krimistunde                                                                                               | Телесеріал                              |
| 1982 | Das Gespenst (Привид)                                                                                     |                                         |
| 1983 | Traumlage                                                                                                 | Телевізійний фільм                      |
| 1983 | Die Insel der blutigen Plantage (Втеча з Кривавої Плантації)                                              |                                         |
| 1983 | Der Zappler                                                                                               |                                         |
| 1983 | Derrick                                                                                                   | Телесеріал                              |
| 1983 | Bella Donna                                                                                               |                                         |
| 1983 | Die Olympiasiegerin                                                                                       |                                         |
| 1983 | Hauptsache konsequent                                                                                     | Телевізійний фільм                      |
| 1983 | Hauptsache: Leben…                                                                                        | Телевізійний фільм                      |
| 1984 | Die schwarzen Brüder (Чорний брат)                                                                        | Телевізійний мінісеріал                 |
| 1984 | Der Rekord (Рекорд)                                                                                       |                                         |
| 1984 | Franz Xaver Brunnmayr                                                                                     | Телесеріал                              |
| 1984 | Rambo Zambo                                                                                               | Телевізійний фільм                      |
| 1984 | Tricheurs (Юні грішники)                                                                                  |                                         |
| 1984 | Humus | Короткометражний фільм                  |
| 1984 | Abwärts (Не по порядку)                                                                                   |                                         |
| 1984 | Im Himmel ist die Hölle los                                                                               |                                         |
| 1985 | Kleine Stadt, ich liebe dich (Маленьке місто, я люблю тебе)                                               | Телевізійний мінісеріал                 |
| 1985 | Bittere Ernte                                                                                             |                                         |
| 1985 | Mussolini and I (Муссоліні і я)                                                                           | Телевізійний фільм                      |
| 1985 | Der Formel Eins Film (Відчуття руху)                                                                      |                                         |
| 1985 | Bolero |                                         |
| 1986 | Schloßherren                                                                                              | Телесеріал                              |
| 1986 | Das Totenreich                                                                                            | Телевізійний фільм                      |
| 1986 | Transitträume                                                                                             |                                         |
| 1986 | Miko — aus der Gosse zu den Sternen                                                                       |                                         |
| 1986 | Parker |                                         |
| 1986 | Rette mich, wer kann                                                                                      | Телесеріал                              |
| 1986 | Detektivbüro Roth                                                                                         | Телесеріал                              |
| 1986 | Kir Royal (Король Кір)                                                                                    | Телесеріал                              |
| 1987 | Motten im Licht                                                                                           |                                         |
| 1987 | Escape from Sobibor (Втеча з табору Собібор)                                                              | Телевізійний фільм                      |
| 1987 | Das Rätsel der Sandbank (Загадка пісків)                                                                  | Телевізійний фільм                      |
| 1987 | Der Elegante Hund                                                                                         | Телесеріал                              |
| 1988 | Wohin? |                                         |
| 1989 | Reporter                                                                                                  | Телесеріал                              |